# جیانکارلو باچی
جیانکارلو باچی (انگلیسی: Giancarlo Bacci; ۱۷ ژوئن ۱۹۳۱ – ۲۷ مهٔ ۲۰۱۴) بازیکن فوتبال اهل ایتالیا بود.
از باشگاه‌هایی که در آن بازی کرده‌است می‌توان به باشگاه فوتبال کوزنتسا کالچو، باشگاه فوتبال فیورنتینا، باشگاه فوتبال تورینو، باشگاه فوتبال آ.اس. رم، باشگاه فوتبال بولونیا، باشگاه فوتبال اودینزه، باشگاه فوتبال پادوا، و باشگاه فوتبال آ.ث. میلان اشاره کرد.